# George Hackathorne
George Hackathorne est un acteur américain, né le 13 février 1896 à Pendleton (Oregon), mort le 25 juin 1940 à Los Angeles (Californie).

## Biographie
Surtout actif durant la période du muet, George Hackathorne débute au cinéma dans Oliver Twist de James Young (avec Marie Doro dans le rôle-titre et Tully Marshall), sorti en 1916.
Suit une quarantaine d'autres films muets américains, dont Tom Sawyer de William Desmond Taylor (1917, avec Jack Pickford dans le rôle-titre), Le Dernier des Mohicans de Clarence Brown et Maurice Tourneur (1920, avec Wallace Beery et Barbara Bedford), Les Chevaux de bois d'Erich von Stroheim et Rupert Julian (1923, avec Norman Kerry et Mary Philbin), ou encore Sa vie de Frank Borzage (1925, avec Norma Talmadge et Wallace MacDonald).
Il apparaît également dans une quinzaine de films parlants, l'un de ses premiers étant Tempête d'Alexander Korda (1929, avec Richard Tucker et Alice Joyce). Signalons aussi deux petits rôles non crédités dans Le Secret magnifique de John M. Stahl (1935, avec Irene Dunne et Robert Taylor) et Autant en emporte le vent de Victor Fleming, Sam Wood et George Cukor (1939, avec Vivien Leigh et Clark Gable), le dernier de ses cinquante-neuf films (y compris quelques westerns).
George Hackathorne meurt prématurément de maladie l'année suivante (en 1940, à 44 ans).

## Filmographie partielle

### Période du muet
- 1916 : Oliver Twist de James Young : rôle non spécifié
- 1917 : Tom Sawyer de William Desmond Taylor : Sid Sawyer
- 1918 : Huck and Tom de William Desmond Taylor : Sid Sawyer
- 1918 : À chacun sa vie (Amarilly of Clothes-Line Alley) de Marshall Neilan : un des frères d'Amarilly
- 1918 : A Law Unto Herself (en) de Wallace Worsley
- 1918 : Pour L'Humanité (The Heart of Humanity) d'Allen Holubar
- 1919 : Sue of the South d'Eugene Moore (en)
- 1919 : The Shepherd of the Hills (en) de Louis F. Gottschalk et Harold Bell Wright (en)
- 1919 : Josselyn's Wife (en) de Howard C. Hickman
- 1919 : Better Times de King Vidor : Tony
- 1919 : La Faute splendide (it) (The Splendid Sin) de Howard M. Mitchell : George Granville
- 1919 : The Speed Maniac (en) d'Edward LeSaint
- 1919 : Too Much Johnson (en) de Donald Crisp
- 1920 : L'Ève éternelle (To Please One Woman) de Lois Weber : Freddy
- 1920 : Le Dernier des Mohicans (The Last of the Mohicans) de Clarence Brown et Maurice Tourneur : le capitaine Randolph
- 1921 : The Sin of Martha Queed de Allan Dwan : Atlas
- 1921 : The Light in the Clearing de T. Hayes Hunter : Amos Grimshaw
- 1921 : Endiablée (en) (The Little Minister) de Penrhyn Stanlaws
- 1922 : The Worldly Madonna de Harry Garson
- 1922 : Le Cœur humain (Human Hearts) de King Baggot : Jimmy Logan
- 1922 : Le Forgeron du village (The Village Blacksmith) de John Ford : Johnnie Hammond
- 1923 : Human Wreckage (en) de John Griffith Wray et Dorothy Davenport
- 1923 : Les Chevaux de bois (Merry-Go-Round) de Erich von Stroheim et Rupert Julian : Bartholomew Gruber
- 1924 : The Turmoil de Hobart Henley : Bibbs Sheridan
- 1924 : When a Man's a Man de Edward F. Cline
- 1925 : Peine capitale (Capital Punishment) de James P. Hogan
- 1925 : Sa vie (The Lady) de Frank Borzage : Leonard Cairns
- 1925 : Le Démon de minuit (Night Life of New York) de Allan Dwan : Jimmy
- 1926 : The Truth About Men (en) de Elmer Clifton : James
- 1927 : Cheaters de Oscar Apfel : Paul Potter

### Période du parlant
- 1929 : Tempête (The Squall) de Alexander Korda : Niki
- 1930 : Captain of the Guard (en) de John Stuart Robertson : Robespierre
- 1930 : Le Suprême Enjeu (en) (Hide-Out) de Reginald Barker : Atlas
- 1930 : Beyond the Law de J. P. McGowan
- 1931 : Riders of the North (en) de J. P. McGowan : Canuck Joe
- 1932 : Flaming Guns (en) d'Arthur Rosson : Hugh, le secrétaire de Ramsey
- 1933 : Une nuit seulement (Only Yesterday) de John M. Stahl
- 1934 : The Countess of Monte Cristo (en) (The Countess of Monte Cristo) de Karl Freund
- 1934 : Strange Wives de Richard Thorpe : le secrétaire de Guggins
- 1935 : Le Secret magnifique (Magnificent Obsession) de John M. Stahl : un ancien patient
- 1936 : I Cover Chinatown (en) de Norman Foster : le serveur en chef
- 1938 : Smashing the Rackets (en) de Lew Landers : un détective
- 1939 : Autant en emporte le vent (Gone with the Wind) de Victor Fleming, Sam Wood et George Cukor : un soldat blessé souffrant